# Марулл
Марулл (лат. Marullus) — римский политический деятель начала I века.
О ранней карьере Марулла ничего неизвестно. В 37 году новый император Калигула назначил его префектом Иудеи вместо Марцелла через несколько дней после смерти Тиберия.
В его правление римские жители Иудеи воздвигли алтарь в честь императора, но вскоре евреи его разрушили. Тогда наместник Сирии Публий Петроний приказал поставить в Иерусалимском храме статую Зевса. Марулл выполнил приказ и тогда евреи подняли восстание. Калигула заставил Петрония покончить с собой. А новый император Клавдий передал полномочия Марулла царю Иудеи, внуку Ирода Великого Ироду Агриппе, который по совместительству был ещё и его другом.
При Марулле в Иудее монеты, по всей видимости, не чеканились.